# 송건
송건(宋建, ? ~ 214년)은 중국 후한 말 양주(涼州) 농서군(隴西郡) 부한현(枹罕縣) 사람이다. 30여 년 동안 왕을 자칭하다가 하후연에게 토벌당하였다.
왕을 참칭했으나 엄청난 오지의 워낙 작은 동네에서 참칭한 덕분에 오랫동안 들키지 않고 왕을 하고 있었다.

## 생애
양주의 난 와중에 농서군 부한현에서 하수평한왕(河首平漢王)을 자칭하여 연호를 정하고 승상 등 백관을 두었다. 부한현이 황하의 상류이기 때문에 강의 머리란 하수(河首)를 붙였다. 30여 년 동안 잘 다스리다가 214년(건안 19년) 10월(음력) 1달 간의 농성전 끝에 하후연과 장합에게 토벌당하고 참수되었다. 부현(傅玄)은 송건, 문흠, 제갈탄이 미신을 숭배하여 좋지 않은 결말을 맞았다고 언급하였다.

## 일화
기후를 관찰하여 점을 잘 치던 주군(周群)은 212년 12월(음력) 혜성이 오제후(五諸侯) 별자리를 지나가는 것을 보고 서방에서 땅을 점거하고 있던 자들이 모두 그 땅을 잃을 것이라 하였다. 이때 익주는 유장이, 한중은 장로가, 양주는 한수, 부한현은 송건이 다스리고 있었다. 다음해 조조가 장수를 보내 양주를 치기 시작했다. 송건은 붙잡히고, 한수는 강에게로 달아났다가 피살당하고, 유장은 익주를 잃고, 장로는 항복하였다.

## 참고 문헌
- 《삼국지》9권 위서 제9 하후연